# Montville (Sena Marítim)
Montville és un municipi francès situat al departament del Sena Marítim i a la regió de Normandia. L'any 2007 tenia 4.564 habitants.

## Demografia

### Població
El 2007 la població de fet de Montville era de 4.564 persones. Hi havia 1.844 famílies de les quals 510 eren unipersonals (179 homes vivint sols i 331 dones vivint soles), 525 parelles sense fills, 603 parelles amb fills i 206 famílies monoparentals amb fills.
La població ha evolucionat segons el següent gràfic:
Habitants censats 

### Habitatges
El 2007 hi havia 1.992 habitatges, 1.884 eren l'habitatge principal de la família, 12 eren segones residències i 96 estaven desocupats. 1.428 eren cases i 495 eren apartaments. Dels 1.884 habitatges principals, 1.037 estaven ocupats pels seus propietaris, 817 estaven llogats i ocupats pels llogaters i 30 estaven cedits a títol gratuït; 79 tenien una cambra, 74 en tenien dues, 445 en tenien tres, 642 en tenien quatre i 644 en tenien cinc o més. 1.170 habitatges disposaven pel capbaix d'una plaça de pàrquing. A 902 habitatges hi havia un automòbil i a 693 n'hi havia dos o més.

### Piràmide de població
La piràmide de població per edats i sexe el 2009 era:
| Homes | Edats   | Dones |
| ----- | ------- | ----- |
| 0     | 95 o +  | 8     |
| 4     | 90 a 94 | 12    |
| 16    | 85 a 89 | 28    |
| 12    | 80 a 84 | 36    |
| 44    | 75 a 79 | 116   |
| 96    | 70 a 74 | 100   |
| 96    | 65 a 69 | 144   |
| 100   | 60 a 64 | 116   |
| 112   | 55 a 59 | 80    |
| 120   | 50 a 54 | 132   |
| 140   | 45 a 49 | 136   |
| 132   | 40 a 44 | 148   |
| 224   | 35 a 39 | 180   |
| 196   | 30 a 34 | 200   |
| 232   | 25 a 29 | 212   |
| 104   | 20 a 24 | 132   |
| 196   | 15 a 19 | 112   |
| 180   | 10 a 14 | 84    |
| 200   | 5 a 9   | 156   |
| 120   | 0 a 4   | 160   |

## Economia
El 2007 la població en edat de treballar era de 2.886 persones, 2.095 eren actives i 791 eren inactives. De les 2.095 persones actives 1.908 estaven ocupades (978 homes i 930 dones) i 186 estaven aturades (90 homes i 96 dones). De les 791 persones inactives 294 estaven jubilades, 270 estaven estudiant i 227 estaven classificades com a «altres inactius».

### Ingressos
El 2009 a Montville hi havia 1.917 unitats fiscals que integraven 4.592,5 persones, la mediana anual d'ingressos fiscals per persona era de 17.539 €.

### Activitats econòmiques
Dels 170 establiments que hi havia el 2007, 3 eren d'empreses extractives, 5 d'empreses alimentàries, una empresa de fabricació de material elèctric, 9 d'empreses de fabricació d'altres productes industrials, 22 d'empreses de construcció, 39 d'empreses de comerç i reparació d'automòbils, 9 d'empreses de transport, 11 d'empreses d'hostatgeria i restauració, 8 d'empreses financeres, 4 d'empreses immobiliàries, 20 d'empreses de serveis, 19 d'entitats de l'administració pública i 20 d'empreses classificades com a «altres activitats de serveis».
Dels 54 establiments de servei als particulars que hi havia el 2009 ern: una oficina d'administració d'Hisenda pública, una gendarmeria, 1 oficina de correu, 4 oficines bancàries, dues funeràries, 4 tallers de reparació d'automòbils i de material agrícola, un taller d'inspecció tècnica de vehicles, una autoescola, 4 paletes, un guixaire pintor, 5 fusteries, 4 lampisteries, 5 electricistes, una empresa de construcció, 7 perruqueries, 3 veterinaris, 4 restaurants, 3 agències immobiliàries i 2 salons de bellesa.
Dels 23 establiments comercials que hi havia el 2009: un hipermercat, un supermercat1 una gran superfície de material de bricolatge, 2 botiges de menys de 120 m², 3 fleques, 4 carnisseries, dues llibreries, una llibreria, una botiga d'equipament de la llar, una sabateria, una botiga de mobles, una drogueria i 4 floristeries.
L'any 2000 a Montville hi havia 11 explotacions agrícoles que ocupaven un total de 171 hectàrees.

## Equipaments sanitaris i escolars
Els 2 equipaments sanitaris que hi havia el 2009 eren farmàcies. El 2009 hi havia dues escoles maternals i dues escoles elementals. Montville disposava d'un col·legi d'educació secundària amb 441 alumnes.

## Poblacions properes
El següent diagrama mostra les poblacions més properes.